# Katy Selverstone
Katy Selverstone (New York, 4 februari 1966) is een Amerikaanse actrice.

## Biografie
Selverstone heeft gestudeerd aan de Carnegie Mellon University in Pittsburgh waar zij haar bachelor of fine arts haalde. Zij begon haar acteercarrière in off-Broadway theaters. Zij speelde eenmaal op Broadway, in 2000 speelde zij in het toneelstuk The Ride Down Mt. Morgan in de rol van Leah.

## Filmografie

### Films
Uitgezonderd korte films.
- 2007 South of Pico – als Maureen
- 2006 The Path to 9/11 – als Nancy Floyd
- 2005 Bam Bam and Celeste – als Alegra
- 2003 The Alan Brady Show – als stem
- 2002 The Politics of Fur – als Una
- 2002 Divine Secrets of the Ya-Ya Sisterhood – als jongere Caro Bennett
- 1999 Seven Girlfriends – als Peri
- 1998 Letters from a Killer – als Singleton
- 1996 Always Say Goodbye – als Enid
- 1992 Rain Without Thunder – als Abra Russell

### Televisieseries
Uitgezonderd eenmalige gastrollen.
- 2010 As the World Turns – als Francoise Pacaud – 4 afl.
- 2003 NYPD Blue – als Adrian Caffee – 2 afl.
- 1997 C-16: FBI – als Valerie Tulli – 3 afl.
- 1995 – 1996 The Drew Carey Show – als Lisa Robbins – 16 afl.
- 1995 Central Park West – als ?? – 2 afl.

- International Standard Name Identifier: 0000 0000 5333 8903
- Library of Congress Control Number: no2002076324
- Virtual International Authority File: 48901224
- WorldCat: E39PBJg8HhJXRhDy9tyF43dqQq